# Dinastia Mamúnida
La dinastia mamúnida fou un llinatge local del Gurgandj que van governar en aquesta regió vers el segle viii o IX i a més a més a Coràsmia del 995 al 1017. Del seu primer període com a dinastia local no se'n sap res. La prosperitat de Gurgandj derivada de ser via del comerç del sud de Rússia i Europa cap a l'Àsia central i segurament aquest fet va portar a l'ascens de la dinastia mamúnida. Al-Biruni informa que al segle x l'autoritat s'havia fraccionat a Coràsmia i mentre els afrígides de Kath conservaven l'autoritat reial (šāhīya), una dinastia exercia com a governadors (hereditaris ?) de Gurgan, però no indica si aquests governadors eren els mamúnides. Ahmad ibn Fadlan que va estar tres mesos a Gurgan abans de visitar el xa de Coràsmia a Kath, a la primera part del segle x, no en fa cap menció. Governants separats per Gurgan són esmentats per primer cop el 982 per l'anònim autor de l'Hudud al-alam.

## Història
El 995 els mamúnides de Gurgandj, dirigits pel seu padishah o amir, Abu l-Abbas Mamun ben Muhammad, van enderrocar als afríghides de Coràsmia amb capital a Kath i va assolir el poder amb el títol tradicional de xa de Coràsmia. Els samànides, nominals sobirans de Coràsmia, no van poder fer res en estar ocupats en el Khurasan i contra els karakhànides i d'altra banda estaven en bones relacions tant amb afrígides com amb mamúnides. La dinastia samànida pel seu costat es va acabar el 1005 (i de fet el 999) en ser eliminada pels gaznèvides, el que va deixar Coràsmia con un estat independent.
Mamun fou assassinat pels seus propis guàrdies el 997 i el va succeir el seu fill Ali ibn Mamun. Vers l'any 1000 el darrer samànida Ismail II ben Nuh al-Muntasir (999-1005) va anar al país per reclutar un exèrcit segurament amb el suport del xa de Coràsmia, i va poder expulsar els karakhànides de la seva capital Bukharà. Però desapareguda la dinastia samànida el 1005, Abu l-Hasan Ali va caure sota influència del kan karakhànida Ilig Nasr; expulsats el karakhànides del Khurasan el 1008, es va orientar a una política d'amistat i cooperació amb els gaznèvides, i es va casar amb una germana del sultà Mahmud de Gazni. Va morir vers el 1008/1009 i el va succeir el seu germà Abu l-Abbas Mamun II.
La cort mamúnida fou un centre de reunió dels savis orientals i pol d'atracció d'homes de lletres i erudits. Abu l-Abbas Mamun II ibn Mamun i el seu visir Ahmad al-Suhayli es van rodejar d'una brillant cort d'erudits com els filòsofs Ibn Sina i Abu Sahl al-Masihi, el matemàtic Abus Nasr al-Arrak, i el metge Abul Khayr al-Hassan ben al-Khammar. El filòleg Abu Mansur Abd al-Malik al-Thaalibi va abandonar Nishapur per anar a Gurgandj i va dedicar al xa el "mirall dels prínceps". Els mamúnides també van construir grans monuments. A les ruïnes de Kunya Urjendj hi ha un minaret amb una inscripció que recorda que fou aixecat el 1011 per Mamun II.
El 1014 el califa abbàssida al-Qadir II va enviar a Mamun II (que tenia capital a Gorgan) les insígnies i bandera i un diploma d'investidura, i el lakab de Ayn al-dawla wa Zayn-al-mella, que foren acceptats però no a la mateixa capital sinó a l'estepa per no molestar a Mahmud. Però el soldà gaznèvida Mahmud ben Sebuktegin li va exigir esmentar el seu nom en la khutba (oració) en comptes del nom del califa, el que implicava una dependència, i pagar una indemnització pel seu contacte amb el califa (a més d'haver d'enviar a Balkh a diversos erudits corasmis). Mamun va haver d'acceptar i cada vegada va quedar més en mans de Mahmud. El 1016 es va casar amb la vídua del seu germà (i germana de Mahmud de Gazni) Kah Kaldji que per tant fou la dona successiva de dos xas de Coràsmia, i feia que Mamun II i Mahmud fossin cunyats. Un partit oposat al domini gaznèvida va sorgir entre la noblesa i els caps militars.
El 1017 una revolució oposada a la submissió als gaznèvides, dirigida pel comandant en cap de l'exèrcit el turc Alptigin, va matar a Mamun II (març) i va posar al tron al seu jove nebot Abu l-Harith Muhammad ibn Ali. Mahmud de Gazni va agafar com excusa la mort del seu cunyat per envair el país i venjar el crim. El mateix 1017 els gaznèvides van derrotar l'exèrcit local a Hazarasp i van ocupar el territori entrant a Kath el juliol i posant fi a la dinastia. Abu l-Harith Muhammad ibn Ali fou deposat i empresonat i els implicats en la mort de Mamun van ser executats. El govern de Coràsmia fou concedit al comandant militar gaznèvida Altuntaix i un exèrcit gaznèvida va quedar de guarnició al país.

## Llista de xas
- Abu-l-Àbbas Mamun ibn Muhàmmad 995-997
- Abu l-Hasan Ali ibn Mamun 997-1008/1009
- Abu l-Abbas Mamūn II ibn Mamun vers 1008/1009-1017
- Abu l-Harith Muhammad 1017